# Shalford (Surrey)
Shalford – wieś w Anglii, w hrabstwie Surrey, w dystrykcie Guildford. Leży 45 km na południowy zachód od centrum Londynu. Miejscowość liczy 2338 mieszkańców.